# Moșkivți, Kaluș
Moșkivți (în ucraineană Мошківці) este un sat în comuna Sivka-Voinîlivska din raionul Kaluș, regiunea Ivano-Frankivsk, Ucraina.

## Demografie
Componența lingvistică a localității Moșkivți
     Ucraineană (99,71%)
Conform recensământului din 2001, majoritatea populației localității Moșkivți era vorbitoare de ucraineană (99,71%), existând în minoritate și vorbitori de alte limbi.